# Agnes Jones
Agnes Jones, född 1832, död 1868, var en brittisk sjuksköterska. 
Hon var den första utbildade sjuksköterskan i Liverpool Workhouse Infirmary, och blev berömd i sin samtid för sitt lokala pionjärarbete. Hon avled efter att ha smittats med tyfus av sina patienter. 